# Светско првенство у одбојци 1952.
 2. Светско првенство у одбојци за мушкарце одржано је од 17. до 29. августа, 1952. у Москви, СССР у организацији ФИВБ. Утакмице су се играле под ведрим небом на Динамо стадиону. По први пут, су учествовале репрезентације ван Европе. Учествовало је 11 националних репрезентација. Титулу је бранила и одбранила екипа Совјетског Савеза.

## Систем такмичења
Једанаест националних екипа у првом кругу биле су подељене у три групе (А, Б и Ц). У групи А и Б, играле су по четири, а у групи Ц три екипе. Прве две екипе из сваке групе пласирале су се у финале, за пласман од првог до шестог места. Преостале екипе играле су за пласман од седмог до једанаестог места.

## Земље учеснице
За учешће на Светском првенству 1952. није било квалификација. Учешће у овом такмичењу су имале све пријављене репрезентације. За првенство се пријавило 11 екипа: девет из Европе и две из Азије.
| Група А                                 | Група Б                                       | Група Ц                             |
| --------------------------------------- | --------------------------------------------- | ----------------------------------- |
| Бугарска · Финска · Пољска · Мађарска · | Израел · Либан · Румунија · Совјетски Савез · | Чехословачка · Француска · Индија · |

## Први круг
Прве две екипе из сваке групе пласирале су се у финале, за пласман од првог до шестог места. Преостале екипе играле су за пласман од седмог до једанаестог места.

### Група А

#### Табела
| Бр | Репрезентација | Утакмице | Утакмице | Утакмице | Сетови | Сетови   | Сетови       | Поени      | Поени      | Поени         | Бодови |
| Бр | Репрезентација | играли   | добили   | изгубили | добили | изгубили | Сет Количник | пос. поени | изг. поени | Поен количник | Бодови |
| -- | -------------- | -------- | -------- | -------- | ------ | -------- | ------------ | ---------- | ---------- | ------------- | ------ |
| 1  | Мађарска       | 3        | 3        | 0        | 9      | 3        | 3,00         | 163        | 112        | 1,455         | 6      |
| 2  | Бугарска       | 3        | 2        | 1        | 7      | 3        | 2,33         | 142        | 82         | 1,732         | 4      |
| 3  | Пољска         | 3        | 1        | 2        | 5      | 6        | 0,83         | 122        | 127        | 0,961         | 2      |
| 4  | Финска         | 3        | 0        | 3        | 0      | 9        | 0,00         | 29         | 135        | 0,215         | 0      |

### Група Б

#### Табела
| Бр | Репрезентација  | Утакмице | Утакмице | Утакмице | Сетови | Сетови   | Сетови       | Поени      | Поени      | Поени         | Бодови |
| Бр | Репрезентација  | играли   | добили   | изгубили | добили | изгубили | Сет Количник | пос. поени | изг. поени | Поен количник | Бодови |
| -- | --------------- | -------- | -------- | -------- | ------ | -------- | ------------ | ---------- | ---------- | ------------- | ------ |
| 1  | Совјетски Савез | 3        | 3        | 0        | 9      | 0        | макс.        | 135        | 35         | 3,857         | 6      |
| 2  | Румунија        | 3        | 2        | 1        | 6      | 3        | 2,00         | 110        | 79         | 1,392         | 4      |
| 3  | Израел          | 3        | 1        | 2        | 3      | 6        | 0,50         | 75         | 116        | 0,647         | 2      |
| 4  | Финска          | 3        | 0        | 3        | 0      | 9        | 0,00         | 46         | 136        | 0,338         | 0      |

### Група Ц

#### Табела
| Бр | Репрезентација | Утакмице | Утакмице | Утакмице | Сетови | Сетови   | Сетови       | Поени      | Поени      | Поени         | Бодови |
| Бр | Репрезентација | играли   | добили   | изгубили | добили | изгубили | Сет Количник | пос. поени | изг. поени | Поен количник | Бодови |
| -- | -------------- | -------- | -------- | -------- | ------ | -------- | ------------ | ---------- | ---------- | ------------- | ------ |
| 1  | Чехословачка   | 2        | 2        | 0        | 6      | 0        | макс.        | 90         | 30         | 3,000         | 4      |
| 2  | Француска      | 2        | 1        | 1        | 3      | 3        | 1,00         | 54         | 64         | 0,831         | 2      |
| 3  | Индија         | 2        | 0        | 2        | 0      | 6        | 0,00         | 41         | 90         | 0,456         | 0      |

## Група за пласман од 7. до 11. места
Треће пласиране репрезентације из све три групе и четвртопласиране из група А и Б такмичиле су се у овој групи за пласман ос 7. до 11. места. У групи се играло по једноструком бод систему (свако са сваким једну утакмици). Резултати мечева одиграних у групама се не преносе у ову групу.

#### Табела
| Бр | Репрезентација | Утакмице | Утакмице | Утакмице | Сетови | Сетови   | Сетови       | Поени      | Поени      | Поени         | Бодови |
| Бр | Репрезентација | играли   | добили   | изгубили | добили | изгубили | Сет Количник | пос. поени | изг. поени | Поен количник | Бодови |
| -- | -------------- | -------- | -------- | -------- | ------ | -------- | ------------ | ---------- | ---------- | ------------- | ------ |
| 7  | Пољска         | 4        | 4        | 0        | 12     | 0        | макс         | 180        | 50         | 3,620         | 8      |
| 8  | Индија         | 4        | 3        | 1        | 9      | 3        | 3,00         | 168        | 103        | 1,631         | 6      |
| 9  | Либан          | 4        | 2        | 2        | 6      | 9        | 0,66         | 167        | 186        | 0,898         | 4      |
| 10 | Израел         | 4        | 1        | 3        | 5      | 9        | 0,55         | 138        | 183        | 0,754         | 2      |
| 11 | Финска         | 4        | 0        | 4        | 1      | 12       | 0,08         | 29         | 135        | 0,305         | 0      |

## Финална група
По две провпласиране репрезентацје из група у првом кругу пласирале су се у ову групу. У групи се играо једноструки бод систем (свако са сваким једну утакмици). Резултати мечева одиграних у групама се не преносе у ову групу. Победник ове групе је светски првак.

#### Табела
| Бр | Репрезентација  | Утакмице | Утакмице | Утакмице | Сетови | Сетови   | Сетови       | Поени      | Поени      | Поени         | Бодови |
| Бр | Репрезентација  | играли   | добили   | изгубили | добили | изгубили | Сет Количник | пос. поени | изг. поени | Поен количник | Бодови |
| -- | --------------- | -------- | -------- | -------- | ------ | -------- | ------------ | ---------- | ---------- | ------------- | ------ |
| 1  | Совјетски Савез | 5        | 5        | 0        | 15     | 0        | макс         | 225        | 116        | 3,940         | 10     |
| 2  | Чехословачка    | 5        | 4        | 1        | 12     | 7        | 1,714        | 253        | 198        | 1,278         | 8      |
| 3  | Бугарска        | 5        | 3        | 2        | 11     | 9        | 1,22         | 265        | 255        | 1,039         | 6      |
| 4  | Румунија        | 5        | 2        | 3        | 7      | 13       | 0,538        | 213        | 262        | 0,813         | 4      |
| 5  | Мађарска        | 5        | 1        | 4        | 7      | 12       | 0,583        | 220        | 264        | 0,833         | 2      |
| 6  | Француска       | 5        | 0        | 5        | 3      | 15       | 0,2          | 180        | 261        | 0,690         | 0      |

## Коначан пласман
| Поз.   | Репрезентација  |
| ------ | --------------- |
| Злато  | Совјетски Савез |
| Сребро | Чехословачка    |
| Бронза | Бугарска        |
| 4      | Румунија        |
| 5      | Мађарска        |
| 6      | Француска       |
| 7      | Пољска          |
| 8      | Индија          |
| 9      | Либан           |
| 10     | Израел          |
| 11     | Финска          |

| 2° место Чехословачка | Победник 2. Светског првенства у одбојци 1952. Совјетски Савез 2° титула | 3° место Бугарска |

## Састави екипа победница
| Злато  | Совјетски Савез | Константин Рева, Владимир Щагин, Алексеј Јакушев, Порфирије Вороњин, Владимир Ульянов, Сергей Нефёдов, Михаил Пименов, Владимир Гайлит, Гиви Ахвледиани, Герман Смольянинов, Семён Щербаков, Евгений Кошелев. Главни тренер: Анатолий Чинилин. |
| Сребро | Чехословачка    | Карел Брож, Карел Лазничка, Здењек Мали, Франћишек Микота, Јаромир Палдус, Јосеф Тесарж, Јосеф Вотава, Јосеф Мусил, Јиржí Јонаш, Јарослав Фучíк, Јиржí Кучера, Јосеф Брож Тренер: Вацлав Матиашек                                              |
| Бронза | Бугарска        | Kosta Badjakov, Denyo Denev, Сергеј Гаврилов, Boris Gyuderov, Lyudmil Gyuderov, Boyan Moshalov, Panayot Pondalov, Константин Шопов, Тодор Симов, Драгомир Стојанов, Борис Владимиров, Димитар Захаријев Тренер: Георги Кръстев                 |